# Кусс, Сепп
Сепп Кусс (англ. Sepp Kuss; род. 13 сентября 1994 в Дуранго, штат Колорадо, США) — американский профессиональный шоссейный велогонщик, выступающий за команду мирового тура «Jumbo-Visma».

## Достижения
2016
2-й этап Редлендс Классик
2-й этап Тур Боса
2017
2-й на Тур Альберты
2018
Тур Юты
генеральная классификация
горная классификация
2-й, 5-й и 6-й этапы
2019
15-й этап Вуэльта Испании
5-й на Кубок Японии
2020
8-й на Тур Прованса
Критериум Дофине
10-й в генеральной классификации
5-й этап
2021
15-й этап Тур де Франс
2022
1-й этап (ТTT) Вуэльта Испании
2023
Вуэльта Испании
Генеральная классификация
6-й этап
2024

## Статистика выступлений

### Гранд-туры
| Гранд-тур       | 2018 | 2019 | 2020 | 2021 | 2022 | 2023 | 2024 |
| --------------- | ---- | ---- | ---- | ---- | ---- | ---- | ---- |
| Джиро д’Италия  | —    | 56   | —    | —    | —    | 14   |      |
| Тур де Франс    | —    | —    | 15   | 32   | 17   | 12   |      |
| Вуэльта Испании | 65   | 29   | 16   | 8    | НФ   | 1    |      |

| —  | Не участвовал  |
| НФ | Не финишировал |